# DARPA Quantum Network

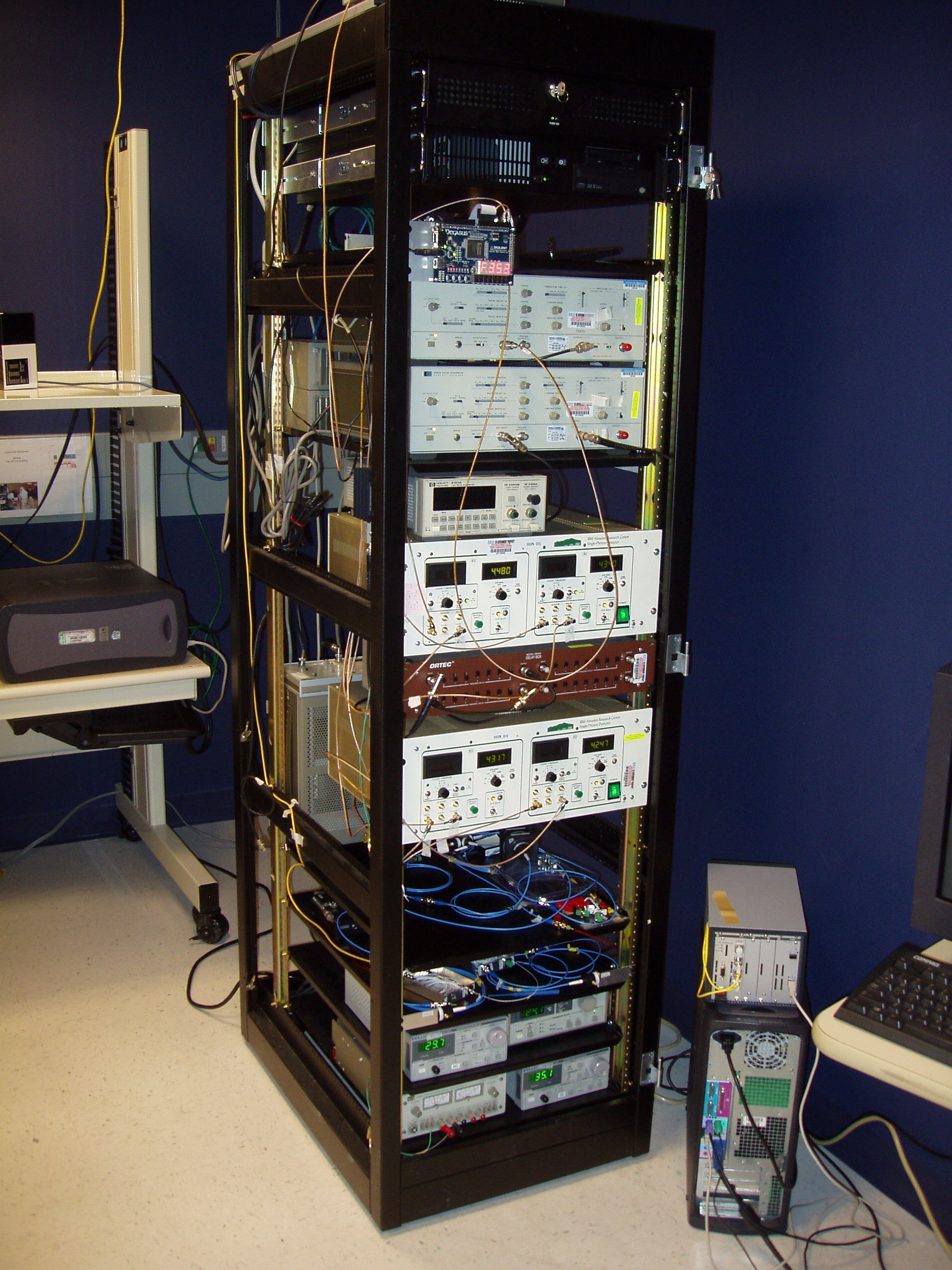
Barb, il ricevitore del Quantum Network basato sull'entanglement quantistico, nel 2004

Il DARPA Quantum Network (2002-2007) è stata la prima rete a crittografia quantistica realizzata al mondo. Il 3 giugno 2004 Chip Elliott, capo della sezione di ricerca quantistica alla BBN Technologies di Cambridge, inviò il primo pacchetto di dati sul Quantum Network.
La prima transazione di valuta è stata effettuata da due istituti di credito austriaci il 21 aprile 2004, ma il Quantum Network è stata la prima rete con più di due nodi.